# 倫理学のトピック一覧
倫理学のトピック一覧

## あ行
愛 -悪 (善悪) - 安楽死 -- 意志 - 意識 -痛み - イデア論 - イデオロギー - 医療倫理学 - インフォームド・コンセント -- ヴェジタリアン --エウテュプローンのジレンマ -- 黄金律 - 応用倫理学 -

## か行
快楽主義 - 価値 - 価値論 - 神 - 環境 - 環境倫理学 - 感情 -- 企業倫理学 - 帰結主義 - 技術者倫理学 - 規範 - 規範倫理学 - 義務 - 義務論 - 教育 - 教育哲学 - 共産主義 - 共同体主義 - キリスト教 - 禁欲主義 -- 苦しみ - クローン -- 決定論 - 言語哲学 - 原罪 - 権利 -- 行為 - 幸福 - 幸福主義 - 幸福論 - 功利主義 - 心 - 五常 - 個人 - 個人主義 - 国家 - 五倫 - コンピューター倫理

## さ行
菜食主義 - 殺人 - 差別 -- 死 - ジェンダー - 自殺 - 自然 - 自然権 - 自然主義的誤謬 - 自然法 - 実在論 - 社会 - 社会契約説 - 社会主義 - 自由 - 自由主義 - 自由意志 - 宗教 - 宗教哲学 - 儒教 - 状況倫理  - 情報倫理 - 自律 - 人権 - 信仰 - 人種差別 - 心身問題- 人生の意義 - 身体 -- ストア派 -- 生 - 性 - 性悪説 - 正義 - 正義論 - 生殖の善行 - 精神 - 性善説 - 生命 - 生命倫理学 - 責任 - 善（善悪） - 選好 - 戦争 -- 臓器移植 - 相対主義 - 存在 - 尊厳死 -

## た行
多様性 -- 多文化主義 -- 知識 -- 罪 -- 定言命法と仮言命法 - 哲学 - 哲学的急進派 -- 道徳 - 道徳感覚 - 動物 - 動物の権利 - 徳 - 徳倫理学 - 土地倫理学 - 

## な行
内部告発 -- ニヒリズム - 認識論 -- 脳死 - 

## は行
博愛 - パターナリズム - パレート効率性 - 反省 -判断 -- 美学 - 非認知主義 - ヒポクラテスの誓い - 平等 -- 仏教 - 普遍論争 - 文化 - 分析哲学 - 文明 -- 平和 -- 法 - 法哲学 - 本性 -

## ま行
民主主義 -- ムーサール運動 -- 無神論 -- 無政府主義 -- メタ倫理学 -- 目的 -

## ら行
利己主義 - 理性 - 利他主義 - 倫理（曖昧さ回避） - 倫理学 - ロボット倫理学